# شهاب الدين العزازي
شهاب الدين العزازي، هو أبو العباس شهاب الدين أحمد بن عبد الملك بن عبد المنعم بن عبد العزيز بن جامع بن راضي بن جامع العزازي. من شعراء العصر المملوكي، يجيد نظم الشعر والموشحات. ولد عام 633 هـ، في بلدة أعزاز 4، وتوفي في محرم، (710هـ -1310م) بالقاهرة.
قال عنه صلاح الدين الصفدي: (كان مطبوعاً ظريفاً جيد النظم في الشعر والموشحات)، ولقبة في توشيع التوشيح بـ: (الأديب الوشاح).

## مولده
ولد الشهاب العزازي في نهاية الثلث الأول من القرن السادس الهجري، حيث كانت ممالك كثيرة في أصقاع العالم الإسلامي تحكم من قبل الأيوبيين، وهم أصحاب الأمر والنهي في ذلك، وبمقتل الملك الصالح نجم الدين أيوب وتولي زوجته شجرة الدر السلطنة سنة 648هـ في القاهرة انتقل الملك من أيدي الأيوبيين إلى أيدي المماليك البحرية، وزال سلطان الأيوبيين عن أغلب الأصقاع التي كانوا يتربعون على عروشها، ومن بقي منهم أصبح أمره مرتبطاً بسلطان المماليك، وهم ينصبونه، وهم يعزلونه أو يقرونه في مملكة أو يستخلفون بعده أحد أبنائه أو يضيفون رقعة مملكته أو ينتقصون منها.
وقد عاش العزازي مرحلة طويلة أمتدت ثمانية عقود (633-710هـ)، كان نظام الحكم فيها يتكون من:
1. خليفة عباسي، مقرة القاهرة.
2. سلطان مملوكي مقره القاهرة.
3. ملك في إحدى الولايات التابعة للسلطنة.

أما الخليفة فقد كان منصبه شكلياً في أغلب الأحيان، وأما السلطان فقد كان كل شيء، وإذا اصطفى وزيراً أو نائباً بلغ من الشأن مكاناً مرموقاً، وإذا أقر ملكاً صاحب الأمر والنهي في مملكته مع إعلان الخضوع والطاعة للسلطان المملوكي.
واختلفت بعض المصادر في تحديد تاريخ ولادته،  فذكر أنه قد عاش ثلاثاً وثمانين سنه، وباعتبار تاريخ وفاته يكون قد ولد سنة (627هـ)،  وهناك من ذكر أنه ولد سنة (634هـ)،  لكن الراجح أنه ولد سنة (633هـ)  ـ وذلك لأن صلاح الدين الصفدي صاحب كتاب أعيان العصر وأعوان النصر هو أقدم من ترجم للعزازي.
وقد كانت قلعة عزاز  محل ولادته، وسمي العزازي نسبة إلأى بلدة أعزاز،  وهي ما يسمى في وقتنا الحاضر أعزاز.

## نسبه
ينتهي نسب شهاب الدين العزازي إلى الحسين بن علي - -، وقد هاجر الأول إلى العريش، ومنها انتقل إلى قنا، واختلفت توجهاته بعدها في مصرـ حتى انتهى به الأمر إلى الأستقرار في كفر العزازي في مصر.
وقد تفرعت أسرته إلى عدة فروع، منها أستقر في سوريا، وفرع في كفر عزاز، وآخر في العريش.
والعزازي نسبة إلى بلدة اعزاز الواقعة شمال غربي حلب، ولا ندري ما إذا كان ولد فيها م لا، ولا متى استوطنت أسرته هذه البلدة، ولا متى نزح الشاعر عنها، وهل فارقها مفرداً أم بصحبة أحد من أهله، وما الأسباب التي دعت إلى ذلك؟
تذكر المصادر على أن العزازي ولد سنة 633هـ، دون أن تضيف شيئاً. ينتمي الشاعر على ما يبدو من نسبه إلى أسرة دينية، وفي شعره ما يظهر ميله إلى التشيع، ولعله ورث ذلك عن آبائه.
ومثلما لا نعرف شيئاً عن آبائه لا نعرف عن أعقابه شيئاً، ولا ندري ما إذا كان قد تزوج أم لا؟ وه أنجب أبناءً أم لم ينجب، وهل أورث أولاده شاعريته ومعارفه بل مهنة التجارة التجوال؟
ويظهر لنا ديوانه وكتب التراجم التي تحدثت عنه أنه لم يكن دائم الإقامة في القاهرة التي اتخذها وطناً وصارت له قبراً، والواضح أنه كان يعمل تاجراً، وأنه اشتهر بذلك، وأنه كان يمتلك متجراً في المحلة الشهيرة المعروفة بقيسارية جهاركس.

## مذهبه الديني
من خلال سيرة العزازي وشعره يتضح أنه يميل إلى التشيع الذي ربما كان لاتصال نسبه بالحسين بن علي - - بعض الأثر فيه، وعلى كل حال فإن هذا التشيع لديه إنما هو تشيع هوى لا عقيدة، إذ كا يطري آل البيت، ويتفجع لمصابهم، ويعزي الأمة بهم، ويشيد بأخلاقهم ومكارمهم، وهذا أمر محمود في جملته، وجرى عليه كثير من العلماء والعامة، ويقر به الباقون وإن لم يداوموا على إعلانه، وهو يخالف غلاة الشيعة الذين يتبرؤون من بعض الصحابة - -، فهو لا يذم أحد منهم، بل يشيد بمن يأتي به السياق، وهاهو يشيد بعدل خليفة رسول الله -صلى الله عليه وسلم-، عمر بن الخطاب -رضي الله عنه- في سياق مديح:
وإلى جانب هوى التشيع تظهر عند العزازي مسحة صوفية تأثر فيها ببعض متصوفة عصره، وهذا ما تطلعنا به ألفاظ معجمه اللغوي، ومن ذلك قوله في أحد ملوك حماة:
فـ (العالم العلوي، والتأييد، والولي) في مثل هذا السياقات يغلب عليها أنها من تعابير المتصوفة التي تتردد في بعض أدعيتهم وكتاباتهم.

## عمله ورحلاته
كان العزازي تاجراً يبيع القماش بقيسارية جهاركس الخليلى 5 بالقاهرة،  وقد سمى البزاز نسبة لهذه التجارة، وكانت هي مصدر رزقه إلى جانب العطايا والصلات التي تجزل له مكافأة على شعره.
وقد وفد من الشام إلى مصر، واتخذ القاهرة وطناً له، ومستقراً لتجارته،  وثابت من إشارات شعره أنه كان دائم الترحال والتنقل بين مصر والشام، وبخاصة حماة.

## تقافته
ظاهر من شعر العزازي اطلاعه على التاريخ العربي، وسعة معرفته بأعلامه وأخباره، بالإضافة إلى بعض أخبار الأمم السابقة، وعلى الرغم م ذلك لم تذكر المصادر تتلمذ العزازي على يد أحد، وعلى هذا ربما كان ذلك نتاج جهد شخصي في تحصيل العلم والثقافة بدافع حب الاطلاع، كا أنها لم تورد أسماء أدباء أو شعراء تتلمذوا على يده، ولكن هنا من اتخذه قدوة له في شعرة كما تتضمن إشارات بعض نصوصه.

## شعره
العزازي شاعر مطبوع، وشعره وافر متنوع الأغراض، متميز بين أقرانه من الشعراء. فقد وصلنا ديوان الشاعر العزازي الذي جمعة بنفسه، وبوبه ورتبة حسب الموضوعات حيث قال: «قد جعلت ديواني هذا في خمسة فصول»:
1. الفصل الأول: منه في مدح الرسول ﷺ وآل بيته ثم الملوك الذي عاصرهم.
2. الفصل الثاني: في مدائح الوزراء والأمراء والقضاة والولاة والأعيان والصدور والكتاب.
3. الفصل الثالث: في نكتٍ وملح من تهان وتعاز وأغزال وألغاز وأهاج وعتاب وإخوانيات.
4. الفصل الرابع: فيما وقع بينه وبين أدباء عصره وشعراء زمانه من مكاتبة ومجاوبة ومعارضة ومناقضة.
5. الفصل الخامس: خاتمة للديوان يشتمل على غرائب الأوزان من المخمسات والموشحات.

وهذا يعني أن الديوان الذي جمعه، قسم إلى قسمين، وقد وصلنا منه القسم الأول المشتمل على الأبواب الأربعة، بينما أفراد للموشحات ديواناً خاصاً، لم يعثر عليه.
وكان العزازي يحدث بشعره، وسمعه منه كثير من أهل عصره الذين أشادوا به، قال عنه صاحب الدرر الكامنة: (الشاعر المشهور، أشتغل في الأدب ومهر وفاق أقارانه، سمع منه نظمه أو حيان النحوي والحافظ أبو الفتح اليعمري،  وحدث عن غير واحد). وقد ذكر الطبع في شعره، يقول صاحب المقفى: (كان شاعراً جيد النظم مبطوعاً)، وقال عنه الصفدي: (كان شاعراً جيد المقاصد لطيف الاقتناص للمعاني، خفي المراصد، لتراكيبه حلاوة، وعلى ألفاظه طلاوة).
وقد امتدح شاعريته كثيرون، فأطروا شعره، وأثنوا على موشحاته التي فقد أكثرها، ومن ذلك ما ورد في الدليل الشافي: إذ نعت بـ (الأديب المشهور صاحب الموشحات البديعة)، وورد أيضاً في المنهل الصافي أنه: (كان أديباً بارعاً مطبوعاً طريف النظم الرائق الفائق، ولا سيما نظمه للموشحات، فإنه غاية في ذلك).
ويقول صاحب الفوات: (الشاعر المشهور، كان كيساً طريفاً، جيد النظم في الشعر والموشحات)، وأكد الصفدي ذلك بقوله: (كان مطبوعاً ظريفاً جيد النظم في الشعر والموشحات)، ولقبة في توشيع التوشيح بـ: (الأديب الوشاح)، وأشار في أعيان العصر إلى أن للعزازي (شيئاً كثيراً من الموشحات، وكلها بالصناعة البديعية موشعات، وكان أتقن فني القريض والتوشيح، وغني اشتهاره في ذلك عن البلوغ بالتصريح)، وقد ذكر صاحب تذكرة النبيه أن: (له النظم الرائق والموشحات المتقنة البديعية المشهورة).
وقد ترك العزازي ديواناً مؤلفاً من قسمين الأول شعره، والثاني موشحاته الذي لم يعثر على غالبته.
ويزعم الباحثون ان من وصل من شعر للعزازي لم يشتمل على ما نظمه في بداياته الأولى ويجدون أن محاولة تحديد وقت بداية نظم الشعر لدى العزازي تحصرهم ما بين سنه (653-657هـ)، أي عندما كان العزازي في بدايات العقد الثالث من عمره، مستندين في ذلك إلى حاجة الشاعر وقت يقوي فيه شعره بالدربة ورياضة القول، والذي يدعوهم إلى هذا الظن هو تسجيله لبعض الحوادث والوقائع في شعره، ومن ذلك ذكره لانتصار الملك المنصور محمد بن محمود  والملك الأشرف موسى بن إبراهيم على التتار في حمص،  وكان ذلك الانتصار سنة (659هـ)، أي عندما كان عمر العزازي ستاً وعشرين سنة، كذلك مديحه للسلطان الظاهر ركن الدين بيبرس الذي كان قد تولى الحكم سنة (658هـ)، أي عندما كان يبلغ من العمر خمساً وعشرين سنة.
وأشعاره هذه وغيرها مما هو متوفر في ديوانه تشير إلى مستوى متقارب من التفوق والشاعرية والنظم، ويظن الباحثون ان مرد ذلك إلى أنه قد تعهدها بالتنقيح والتدقيق، أو أنها نتاج قريحة شحذتها الدربة، وقواها المران، ولكنها -في كل الأحوال- لا تشير إلى شاعر مبتدئ.

### المديح
فالعزازي شاعر مديح في المقام الأول، فمعظم شعره منتظم في سلك المديح، ويبدو ان العزازي من خلال شعره وسيرته لم يكن يمدح بقصد التكسب الذي يقوم عليه بعض دخله، فهو تاخر لم تلزمه الحاجة إلى عرض شعره كما يعرض بضاعته، ولكن هذا لاينفي رغبته في الحصول على العطايا من جهة، والفوز بالخطوة لدى الوجهاء من جهرة أخرى هي في زعم الباحثون أجل لديه من الحصول على العطايا.
يشكل المدح القسم الأكبر من ديوان الشاعر العزازي، ويقسم مديحه إلى قسمين:
1. مديح ديني:
وقد وصلنا منه قصيدتان:
  1. الأولى في مديح الرسول عليه الصلاة والسلام، وتقع في (47) بيتاً، نهج فيه نهج كعب ابن زهير شكلاً ومضموناً.
  2. والثانية في مدح آل بيت الرسول عليه السلام، وتقع في (53) بيتاً، وهي تذكرنا بهاشميات الكميت وقصائد السيد الحميري ودعبل الخزاعي وغيرهم.
2. مدح دنيوي أو تقليدي:
كما هو معروف عن العزازي ان المديح هو أكثر مواد ديوانه غزارة، وقصائده تتسم بالطول مشتملة على عناصر قصيدة المدح المعروفة بمقدماتها التي تمهد للوصول إلأى الممدوح غالباً.

وقد بلغ عدد القصائد والمقطعات المدحية التي اشتمل عليها الديوان والمستدرك عليه (115) قصيدة ومقطعة، منها قصائد طويلة جداً وصل بعضها إلأى (109) أبيات.
ويلخص العزازي في مدائحه، ويبذل فيها قصارى جهده الإبداعي، وبخاصة لدى من يقدر مدائحه حق قدرها، ومن مدائحه تلك فوله في السلطان المظفر تقي الدين أبي الفتح محمود بن شاهنشاه:
ويبدو أن مديح العزازي ينبع غالباً م قرارة نفسه، وبخاصة تجاه ملوك حماة الأيوبيين، ومهما يكن فـ (سواء أكان المديح نابعاً من قرارة نفس المادح، أم كان وسيلة زلفى أي من شعر أنهم يفوقونه قوة، أو مالاً، أو مزايا خلقية، فهو إقرار بالرياسة والزعامة، واعتراف بالفضل والمكانة).
ومن مدائحه قوله في السلطان الملك المنصور أبي المعالي ناصر الدين محمد:
ولعل هذا الانصراف إلى سلاطين حماة معزز بالانتماء الذي يستشعره العزازي تحاه موطنه.
وقد قاربت مدائح العزازي المئة مديحة ما بين قصيدة ومقطعة، ومن هذه المدائح ما كان في الملوك وبخاصة ملوك حماة الأيوبيين، وكذلك كانت للعزازي مدائح في سلاطين المماليك والأمراء والوزراء والقضاة والأعيان.
والذي يتوقف المرء عنده هو غزارة مدحه لملوك حماة الأيوبيين مع أنه كان يقيم في القاهرة، وقد بلغت علاقته بهم حداً لما تبلغه مع أحد، وقلما بلغه شاعر لدى ممدوح، وتظهر القصائد أنه كان على علاقة حميمية تكان تكون ندية بينه وبينهم دون استثناء وعلى رأس هؤلاء الملك المنصور والملك المظفر ابنه.
وقد بلغ عدد القصائد التي امتدح بها ملوك حماة (51) قصيدة، منها (14) قصيدة في الملك المنصور الثاني و (14 قصيدة في الملك المظفر و (14) قصيدة في الملك الأفضل شقيق المنصور، و (7) قصائد في أسد الدين عمر بن الملك الأفضل وقصيدتان في بدر الدين حسن بن الملك الأفضل، ولم يوجد له في أبي الفداء مديحاً خاصاً لا ذكراً عابر في ثنايا أماديحه.
وهذ العدد من الغزارة يفوق ما قاله المتنبي في الحمدانيين عدداً ويضاهيه جودة.

### الغزل
الغزل هو الفن الثاني من الفنون التي أبدع فيها الغزازي، ويلي المديح غزارة، ويوازيه جمالية وإتقاناً، ويقسم الغزل عنده إلى قسمين:
1. غزل جاء مقدمات للقصائد المدحية وغيرها سواء المدائح الدينية أم مدائح الملوك والسلاطين وأرباب الشأن، وهو يشبه غزل جرير في مدائحه رقة وعذوبة.
2. غزل منفرد، وصلنا منه لوحات كثيرة آية في الرقة والعذوبة التي تذكرنا بعمر بن أبي ربيعة والعباس بن الأحنف وربما المتصوفة، وقد بلغ عدد المقطعات والقصائد الغزلية عنده (89) قصيدة ومقطعة منها عدة مقطعات يختلط فيها وصف الطبيعة وما يتفرع عنها بالغزل.

### الرثاء
عايش العزازي غير واحدٍ من ملوك حماة، وفجع بعضهم بمولود عزيز أو صديق حميم، وانتقل بعضهم إلأى جوار ربه فتسنم العرش ابنه، فرثاهم العزازي رثاءً حاراً، يظهر فيه الشاعر المفجوع بحق، فقد كانوا أولياء نعمته وأصدقاءه المخلصين ناهيك عن كونهم ملوكاً ذادوا عن الحياض ووطدوا الأمن في البلاد، ووصلنا من شعره رثاء في الملك المنصور الثاني والملك الأفضل وغيرهما.
وهو في مراثيه يظهر تفوقه الفني وتمكنه من محكاة أرقى قصائد الرثاء في الشعر العربي.

### الموشحات
أفرد المؤرخون للموشحات جانباً من الحديث عن أغراض العزازي الشعرية، وامتدحوا تفوقه في هذا الفن، ويبدو أنه كان مكثراً فيه حتى أفرد له ديواناً خاصاً، فالموشح عند العزازي هو قصيدة مزركشة قد تنتهج نهج القصيدة العادية في موضوعها. ولهذا نراه يفرد موشحاً لمدح الشاعر التلعفري. وقد استطعنا الحصول على (7) موشحات لهذا الشاعر، ست منها في الخمر والحب والطرب ومجالس الشراب ومفاكهة الخلان، وكلها في غاية الإتقان والصنعة، وهو يظهر فيها متمكناً من فنه عميق الإطلاع على من سبه من الوشاحين الأندلسيين حتى أنه يفاخر بأنه سبق (ابن بقيّ) في هذا الميدان، وأبن بقي أشهر موشحي الأندلس والعربية.

## علاقته بعصره
كان العزازي ذا شخصية اجتماعية، متصفاُ بالكياسة والظرافة،  وقد تضافر مع هذه الشخصية كونه شاعراُ وتاجراُ، إذ كلاهما يحتمان عليه الاختلاط بمختلف طبقات الناس، وكان هذه العلاقات على مستويين:

### علاقات سياسية
اتصل العزازي بالملوك والسلاطين والأمراء والأعيان في مصر والشام، وامتدحهم بشعره رغبة في الحصول على المكانة أولاً والعطايا ثانياً، وكان لاتصاله بملوك حماة وأعيانها النصيب الأكبر من علاقاته السياسية، وفي شعره إشارات متنوعة تعرض ما له من مكانة مرموقة عندهم، حتى إن بعضهم قد يطرح الكلفة والرسمية في تعامله معه، أو يرسل في طلبه عند تأخر حضوره بداعي الاشتياق إليه.

### علاقات اجتماعيه
العزازي شاعر ظريف، وتتصف شخصيته بالرقة واللطف،  لاجل ذلك كانت له علاقات جيدة بكثير من الأدباء والشعراء والمحدثين سواء أكانوا في مصر أم في الشام، إذ لم يرد في المصادر أنه كان متعاليا، أو منطويا، أو كثير الانتقاد لمن حوله، فعلاقته بالموك والوجهاء لم تغير الطابع الودود في شخصيته.
وكان العزازي على اتصال شعري مع بعض شعراء عصره، كالتلعفري والموصلي وابن النقيب وأبو الحسين ابن الجزار.
فبينه وبينهم إخوانيات ومراسلات تكشف عن صداقة وود، وعلى رأس أولئك الشاعر المعروف سراج الدين الوراق.

## مؤثرات عصره السياسية والأدبية

### المؤثرات السياسية
شهد العزازي نهاية العصر الأيوبي، وبداية عصر المماليك، فقد كانت ولادته في العصر الأيوبي في عهد الملك الكامل محمد بن العادل الذي تولى الحكم بعد وفاة أبيه سنه (615هـ)، وهي السنة نفسها التي غزا فيها الصليبيون مصر،  واستولوا على دمياط في حملتهم الصليبية الخامسة، وما لبث الملك الكامل أن استردها منهم وتلتها الحملة الصليبية السادسة التي انطلقت من صقلية في سنة (625هـ)، وتم فيها تسليم بيت المقدس وبعض المدن الأخرى بشكل سلمي، وكان ذلك بناء على اتفاق سابق بين الملك الكامل والصليبيين.
وعلى إثر هذه التقلبات السياسية على الصعيد الخارجي كان العزازي حاضراً بشعره لتسجيل كثير من المعارك الحربية التي خاضتها دولة المماليك ضد التتار والصليبيين، إذ كان يمدح الملوك والولاة، وذكر انتصاراتهم، وكسر شوكة الأعداء، ومن ذلك مدحه للملك سيف الدين قلاوون، وإشادته بأحد انتصاراته، يقول:
ومثل هذا كثير في شعر العزازي، حتى إنه لم يجد الباحثون قدراً كبيراً من المدائح التي ارتبطت بانتصارات السلاطين والولاة وفتوحاتهم، وقد تنوعت هذه المدائح بتنوع انتصارات الممدوحين، ولعه بهذا فاق سابقيه من الشعراء الذين كانوا يرتبطون بعدد أقل من الملوك.
ولاهتمام امتداد العصر الأيوبي إلى العصر المملوكي بالحركة العلمية والفكري حيث تنافس سلاطين المماليك في إنشاء المدارس والمكتبات، وبناء المساجد، وتشجيع أهل العلم، وإجزال العطاء للكتاب والمؤلفين ورعياة طلاب العلم، أثره البالغ في تكون رؤية العزازي التراثية والثقافية، إذ إنه كان يميل إلى التبحر في التراث، والاستزادة منه قدر المستطاع، وهذا الأمر ظاهر في شعره، فالمطلع عليه يجده زاخراً بالتراث على المستويين المضموني والفني.

### المؤثرات الأدبية
لم ينجرف العزازي إلى تيار العامية، وظل محافظاً على هيبة الشعر في نصوصه كافة، حتى في نصوصه التي يوجهها للمجتمع كقصائد الانتصارات، أو تلك الموجهة لمحدودي الثقافة والاطلاع، كبعض ممدوحيه.
وقد عني المماليك بالأدب، وأولوه اهتمامهم، وشملوا أصحابه بعناية خاصة، منتبهين إلى أهميته الإعلامية في الترويج لصالح السلطان.
واهتمام المماليك بالأدب ظل مقتصراً على تقريب أهله، وتقديم العطايا لهم، دون الوصول إلى تلك المرحلة التي اشتهر بها كثير من الأيوبيين وهي تذوق الشعر، والتأثر به ودخوله ضمن ثقافتهم العامة، بل وحتى نظمة لدى كثير من أبناء الأسرة الأيوبية، كالسلطان شرف الدين عيسى، 1 وبراهم شاه بن فرخشاه بن شاهنشاه، ويبدو أن ذلك الأمر عائد إل عدمة إجادة بعض سلاطين المماليك للغة العربية، واتجاه بعضهم إلى العامية فمعظم هؤلاء الحكام أعجام لا يفهمون الشعر، وإذا فهموه فهم يلا يتذوقونه، ولعل هذا الأمر راجع إلى طبيعة تعليم المماليك التي كانت تقدم التعليم الحربي والفروسية، وتوليه اهتماماً خاصاً لا يصل إلى مستوى العناية بالعلوم الأخرى.

## وفاته
توفي العزازي بالقاهرة يوم الأحد في 29 من محرم سنة (710هـ)، وعمره يناهز ستاً وسبعين سنة، ودفن بسفح المقطم.

## الهوامش
- 1: هو السلطان الملك المعظم شرف الدين عيسى بن الملك العادل أبو بكر بن أيوب (546-624هـ)، ولد بالقاهرة ونشأ بالشام، كان شجاعاً مقداماً متواضعاً ضحوكاً، محباً للأدب وناظماً للشعر، وقد برع في الفقه، قيل عنه أنه رجل بني أيوب وعالمهم بلا مدافعة، توفي ودفن بدمشق، وله ديون شعر.
- 2: الرفد: العطاء. بداني: بدأني، وخفف الهمزة ضرورة.
- 3: بنات الفكر: الآراء.
- 4: عزاز: بلدة قرب حلب شمال الشام، وفيها قلعة مسماة باسمها.
- 5: جهاركس: هو أبو المنصور جهاركس بن عبد الله الناصري الصلاحي الملقب فخر الدين، كان من كبراء أمراء الدولة الصلاحية، وكان كريماً نبيل القدر عالي الهمة، وقد بنى بالقاهرة هذه القيسارية المنسوبة إلأية، وقيل: إنها كانت غاية في حسنها وعضمها وإحكام بنائها، وقد شيد بأعلاها مسجداً كبيراً، وأتمها سنة 592هـ.

وجهاركس بكسر الجيم وفتح الهاء وبعد الألف راء ثم كاف مفتوحة ثم سين مهملة. معناها بالعربية: أربعة أنفس، وهو لفظ أعجمي معربه: أستار، والأستار أربع أواقي، وهو معروف به. توفي جهاركس سنة 608 بدمشق، ودفن في جبل الصالحية.

## وصلات خارجية
- بوابة الشعراء: ديوان شهاب الدين العزازي